# François Nardi
 (juillet 2015).
François Nardi, né à Nice le 7 décembre 1861, et mort à Toulon en 1936, est un peintre français d’origine italienne et un des maîtres de la peinture provençale.
François Nardi est un jeune peintre toulonnais autodidacte lorsqu’il est remarqué par Frédéric Montenard qui lui prodigue ses conseils et l’encourage à se rendre à Paris. Après un passage à l’Académie Julian (1887-1889) et l’exposition de ses œuvres au Salon des artistes français, il connait rapidement le succès qui dépasse les frontières avec ses paysages de la Méditerranée et de la Provence. Il possède à ses débuts des similitudes avec Claude Monet, son contemporain, mais ne semble subir que peu d’influences des mouvements picturaux de son époque. Il n’en reste pas moins dans une lignée proche des impressionnistes. Au sommet de son art, des revers de fortune l’éloignent de Paris et des milieux de l’art et l’empêchent de continuer la brillante carrière qu’il avait menée jusque-là. Replié à Toulon en 1909, il ne cesse de peindre jusqu’à sa mort. Son œuvre comprend plus de 3 500 références, entre tableaux, huiles sur bois, aquarelles et dessins.

## Biographie

### Les débuts
Raphaël Fidel François Nardi nait le 7 décembre 1861 à Nice, de parents italiens originaires de Campi Bisenzio, près de Florence. En 1870, la famille s’installe à Toulon. Nardi fait ses études au lycée et développe très tôt un goût et un talent sûr pour le dessin et la peinture. Travailleur inlassable, il délaisse la chapellerie familiale pour peindre dans la nature, et c’est là que le peintre Frédéric Montenard (1849-1926) le remarque. Il le conseille et l’incite à aller étudier l’art à Paris.
En 1887, il entre à l’Académie Julian où est l’élève de Tony Robert-Fleury tout en profitant des enseignements de Jean-Paul Laurens, William Bouguereau, François Flameng et Gabriel Ferrier. Il obtient deux ans plus tard un premier prix pour ses académies et expose la toile Barques de pêche en Provence au Salon des artistes français. Il quitte l’Académie. Son envoi au Salon de 1890, La rade de Toulon : effet de mistral, obtient une troisième médaille et l’État en fait l’acquisition. Il déclenche l’enthousiasme de la critique qui marque le début d’une renommée nationale et internationale.
Dès lors, François Nardi ne cesse d’exposer partout en France mais aussi à l’étranger et parvient à vivre de son art.
Ainsi, après le Salon de 1890, il est invité par la Société des beaux-arts (Società de Belli Arti) de Florence à participer à ses expositions de 1891 et de 1892. La Société des artistes peintres de Munich (Verein Bildender Künzler Münchens) lui achète un Effet de mistral, le soir, rade de Toulon. En 1893, il est accueilli par le pavillon français de l’Exposition universelle de Chicago. La toile Torpilleurs par effet de mistral en rade de Toulon figure, avec deux autres œuvres, à l’Exposition internationale de 1901 organisée au Palais des beaux-arts de Saint-Pétersbourg. La ville de Bucarest acquiert un Grand Canal de Venise (1903) conservé au musée Simu.

### La vie d’artiste
On sait peu de choses de la vie de l’artiste en ces temps-là, sinon qu’il la partage entre Paris et Toulon.
À Montmartre, où il aura plusieurs ateliers, il fréquente ses collègues de l’Académie Julian. Il se lie d’amitié avec de nombreux peintres étrangers, en particulier les Américains Louis Paul Dessar, Eanger Irving Couse et Alfred Mayer, et l’Australien Emanuel Phillips Fox. On relève aussi le Danois Gustaf Seligmann et l’Italien Umberto Veruda (1868-1904). L’Allemand Lovis Corinth (1858-1925) fait de lui un portrait (localisation inconnue).
Les peintres français, amis de François Nardi, n’étaient pas tous à l’Académie Julian. La liste en serait longue, mais on peut citer Paul Chabas et son frère Maurice Chabas, Jules Adler, Victor Despagnat, Eugène Assezat de Bouteyre, Paul Lecuit-Monroy, Numa Gillet. On connait encore les noms de Raoul Arus, Marie-Joseph Clavel dit Iwill, le Picard Louis Braquaval, ou encore Félix Ziem. Une profonde amitié le lia à Gustave Gagliardini.
Les Provençaux n´étaient pas en reste. Il est probable que Nardi a rencontré Vincent Courdouan, mort à Toulon en 1893[réf. nécessaire]. Il était lié au Marseillais Jean-Baptiste Olive, à Louis Bonnot, plus connu sous le nom de Lina Bill. Parmi les Toulonnais, Nardi se retrouvait souvent avec Octave Gallian, Eugène-Baptiste Emile Dauphin et son fil Louis, Gabriel Amoretti, José Mange et Paulin Bertrand.
En 1891, sous les conseils de Frédéric Montenard, le peintre brésilien Giovanni Battista Castagneto (1851-1900) devient l’élève de Nardi dont il suivra les déplacements entre Paris et Toulon. La peinture de Castagneto gagnera en lumière et couleurs.
Deux auteurs, Toulonnais d’adoption, faisaient partie du groupe des intimes du peintre : le poète François Fabié et le dramaturge d’origine belge Henry Kistemaeckers.

### Vie de famille
En 1899, François Nardi épouse Marguerite Dequay, une Parisienne d'origine bordelaise, et part en voyage de noces à Venise, d’où il ramène un grand nombre de toiles.
Il connaît alors une série de malheurs. Ses parents meurent, puis il perd un premier enfant de 18 mois. La mort due à la scarlatine de sa fille Pauline, alors âgée d’à peine cinq ans, à Noël 1907, l’affecte profondément.
En 1909, il décide de quitter Paris pour un temps et se replie sur Toulon, mais cette même année une attaque d’hémiplégie vient modifier son destin. S’il ne perd rien de son habileté à peindre, il est très gêné dans ses déplacements. Il ne peut plus comme auparavant emporter de grandes toiles pour peindre sur le motif. Il produit alors un très grand nombre de panneaux et d’aquarelles qui servent de modèles pour des tableaux peints à l’atelier, mais dont beaucoup restent des œuvres achevées. Profitant d'une campagne électorale dans la région, Jean Jaurès visite son atelier en mars 1909.
De Toulon, il perd tout contact avec les milieux de l’art parisien, français et étrangers. Il n’était pas très attiré par les honneurs, ce que son entourage lui reprochait vivement. Sa notoriété retombe. Il n’expose guère plus qu'à Toulon et dans le Midi. Il ne retournera qu’une seule fois à Paris, en 1931, année où il expose pour la dernière fois de son vivant au Salon des artistes français.
Les temps d’entre-deux-guerres sont durs et François Nardi donne des cours particuliers et collectifs à des élèves de Toulon, mais aussi à d’autres qui viennent de plusieurs régions de France et même de l’étranger, comme ce M. Blair, professeur de l’école d’ingénieurs du Trinity College de Dublin. Parmi eux, se détachent Adrien Hamon qui exposera au Salon des artistes français et Mlle Meirier, la mère de Marie Astoin qui, elle, fera une brillante carrière de peintre.
Jusqu’à la fin de sa vie, l’artiste ne cesse de peindre. Mais dans ses vieux jours, il profite de son fils Henri, resté à Toulon, et de son petit-fils, puis entretient une correspondance avec Raymond, le cadet, alors étudiant à Paris.[réf. nécessaire]
François Nardi s’éteint le 25 novembre 1936, dans son atelier, à Toulon.

### Postérité
Le destin a durement frappé François Nardi. Ses malheurs familiaux, sa maladie l'ont empêché de poursuivre la voie glorieuse que ses succès parisiens, nationaux et internationaux lui avaient tracée. Pour cette raison, il n’a pas occupé toute la place qu’il aurait pu mériter dans l’histoire de la peinture en France et en Provence.
Ses œuvres sont encore très prisées, et pas seulement en Provence et à Paris, par les collectionneurs qui semblent se refuser à s’en défaire quand ils ont la chance d’en posséder une[réf. nécessaire]. Des noms de rues portent son nom à Toulon et dans la région. En 1961, est célébré le centenaire de sa naissance, comme sera fêté, en 2011, le 150e anniversaire.
Il est encore régulièrement présent dans des expositions collectives, sans parler de celles qui lui sont consacrées, organisées par les musées de la ville et de la Marine à Toulon, à Hyères ou à Marseille. À plusieurs reprises, il figure parmi les maîtres provençaux dans des expositions parisiennes.
En 1991, son tableau Le port de Toulon, le matin, avec le courrier des îles d'Or à l'embarcadère a représenté la ville sur le timbre de la Croix-Rouge.

## Œuvre
Avec une facture proche des impressionnistes – on y retrouve parfois du Claude Monet à ses débuts[Interprétation personnelle ?] – François Nardi est souvent appelé le « peintre de l’atmosphère, des effets et des eaux profondes »[réf. nécessaire]. Son style est relativement constant du début à la fin, ce qui n’empêche pas l’existence d’une certaine diversité. Son œuvre se caractérise avant tout par un attachement à la Méditerranée et à la Provence.
On y trouve les mouvements de la mer, la rade de Toulon, les voiles, les barques de pêcheurs et les vues d’escadre, les pins penchés, les anses calmes. Les ports sont nombreux, celui de Toulon bien sûr, mais aussi ceux de Nice, Cannes, Cassis ou Marseille. Les paysages, avec ses chemins, ses arbres en fleurs, ses rivières, ses maisons se situent presque tous dans l’arrière-pays toulonnais. Des villes, il retient surtout les rues escarpées, les places, les marchés, les façades et les clochers des églises.
Peignant souvent les mêmes lieux, il en reproduit les changements avec les effets de mistral, de nuages ou de soleil, les ciels du matin ou du soir. Il aime autant coucher sur la toile l’étendue de la mer, calme ou moutonnée, que les bords de côte aux vagues agitées ou, au contraire, paisibles et dans lesquelles on peut se plonger, souvent à travers les pins, dans les fonds d’eaux.
À Paris, son âme méridionale sera avant tout attirée par la Seine, avec ses ponts et des bateaux, autour de l’île de la Cité et de Notre-Dame. Il a une prédilection pour la place de la Concorde qu’il représente sous tous les angles, sans oublier celles de la République ou de Pigalle.
À Venise, il se fait une joie de reproduire les jeux de lumière et d’ombre sur les eaux et les façades dans les canaux. Les voiles des bragozzi ou les grands navires, mais aussi les gondoles attirent souvent son intérêt.
Les œuvres de François Nardi peuvent présenter un historique quant à l'iconographie de Toulon et la Provence, la plupart des endroits qu’il a peints ayant aujourd’hui disparu.
Le dessin fait surtout partie de l’apprentissage de François Nardi, de ses recherches sur nature à ses débuts et, plus tard, en tant qu’études. Sa production de tableaux se situe principalement entre 1887 et 1909. Après, du fait de sa gêne à se déplacer, le nombre des huiles sur bois et des aquarelles prennent le pas sur celui des toiles. Son œuvre n’en compte pas moins de 3 500 références.

## François Nardi dans les collections publiques
(Sauf indication, les œuvres sont toutes des huiles sur toile signées)
- Mairie de La Valette du Var : Le Pont Sainte-Cécile, à la Valette (étude d'arbres) ; Oratoire de la Valette, à contre-jour ; Chemin de Tourris, avec groupe de trois cyprès, aloès à gauche sans hampe florale, l'après-midi ; Chemin du Coudon (deux cyprès de près, avec brèche dans le mur) ; Le Coudon et les oliviers (La Baume à l'automne) (huiles sur bois) ; La Chapelle Sainte-Cécile, à la Valette ; La Valette, à travers les oliviers, vers 1920 ; Route de la Valette, à terre rouge, omnibus, fond de montagne (aquarelles)
- Musée de la Marine, Paris : Escadre en rade, effet de mistral
- Musée de la Marine, Toulon : Torpilleurs par effet de mistral en rade de Toulon ; Escadre en rade de Toulon, effet brumeux ; Escadre en rade de Toulon, effet nuageux du matin
- Musée des beaux-arts Jules-Cheret, Nice : Un Sentier en Provence
- Musée municipal des beaux-arts, Toulon : La Rade de Toulon : effet de mistral
- Musée du Vieux Toulon, Toulon : La Ville de Toulon
- Musée Gassendi, Dignes : Effet de temps gris en Provence (Toulon)
- Musée Municipal, Hyères : La Ville d'Hyères (du ceinturon, pins au premier plan), en 1895
- Musée National, Monaco : Paysage en Provence
- Musée Simu, Bucarest (Roumanie) : Le Grand canal à Venise
- Musée Ziem, Martigues : La Falaise de Sainte-Marguerite

## Principales expositions

### Paris, Salon des artistes français
(Titres des tableaux exposés, par année, avec numéro du catalogue)
- 1889 : Barque de pêche en Provence (1988)
- 1890 : La Rade de Toulon, effet de mistral (1775) ; Un Coin du vieux port, à Toulon (1776)
- 1891 : Un Quai au soleil couchant, Toulon (1229) ; La Ville de Toulon (1230)
- 1892 : Effet de mistral, le matin (1273) ; Mistral et poussière (1274)
- 1893 : En Provence (route de la rivière des “amoureux”)
- 1894 : Matinée brumeuse en rade de Toulon (1374) ; Paysage en Provence (1375)
- 1895 : Déclin du jour (1423) ; Un Coin de la rade de Toulon (1424)
- 1896 : Effet de temps gris en Provence, Toulon (1493)
- 1897 : Rade de Toulon, effet de mistral (1252) ; Paysage en Provence, Toulon (1253)
- 1898 : Premiers jours d'automne en Provence (1525)
- 1899 : La Baie de Magaud au soleil couchant, Provence (1469) ; Route de Provence au soleil (1470)
- 1900 : Oliviers et route du Cap Brun, Toulon (986)
- 1901 : Un sentier en Provence (1527) ; Bateau en réparation, Toulon (1528)
- 1902 : Transparences de la mer (1231) ; Oliviers en Provence (1232)
- 1903 : Le Grand canal à Venise (1332)
- 1904 : Le Vieux port de Toulon (1345)
- 1905 : Sanary à travers les pins et les oliviers, Provence (1409)
- 1906 : Sur les hauteurs de Bormes, Provence (1243)
- 1907 : Le Marché de la place Saint-Jean, Toulon (1196)
- 1908 : Le Cap Brun, Toulon (1363)
- 1909 : Dans le vieux port de Marseille (1348)
- 1931 : Transparences de la mer (Côte d'Azur) (1659)

### Paris, Salon des artistes indépendants
- 1892 : Quatre vues de Paris
- 1893 : Effet de mistral, le soir ; Étude de mer, avec branche de pin ; Matinée calme sur la côte (Provence) ; Rochers de Magaud ; Entrée du port marchand (Toulon) ; Forges et chantiers de La Seyne
- 1894 : Un Coin du port marchand ; Un Coin de la rade de Toulon ; Le Mourillon vu de la côte ; Effet du matin, à l'Estaque ; Tartanes à l'Estaque
- 1895 : Tartane sortant ; Fort Saint-Louis, Toulon ; Cuirassé au temps calme, rade de Toulon ; Marché à Toulon ; Guinguettes aux Sablettes ; Tartanes ; Temps gris ; Vieille ferme aux Sablettes

### Autres expositions
- Bordeaux : Société des amis des arts en 1892, puis de 1894 à 1908 (sauf 1903)
- Chicago (États-Unis) : Exposition universelle de 1893 (section française hors-concours), Effet de mistral, le matin rade de Toulon
- Florence (Italie) : Società de Belli Arti en 1891 et 1892
- Hyères : Société des amis des arts, de 1913 à 1914, et de 1919 à 1915
- Monaco : Exposition internationale, de 1895 à 1913 (sauf 1897), 1920 et 1922
- Nantes : 1894 à 1902, 1905, 1906
- Nice : Société des beaux-arts en 1894, 1903, 1906, 1908, 1910, 1914 et 1921
- Saint-Pétersbourg (Russie) : Palais des beaux-arts en 1901, Torpilleurs par effet de mistral en rade de Toulon ; Premiers jours d'automne en Provence ; La Baie de Magaud au soleil couchant (environs de Toulon)
- Toulon : Société des amis des arts en 1903, 1906, 1909, 1911, et de 1923 à 1936
- Toulouse : de 1893 à 1903 (sauf 1897), et de 1906 à 1909

### Expositions posthumes
- Paris : Salon des artistes français de 1937, Pin sur la mer et falaise (no 953)
- Toulon : Société des amis des arts en 1937, panneau d'honneur
- Toulon : musée municipal des beaux-arts en 1984, François Nardi
- Hyères : musée municipal Les Palmiers en 1986, François Nardi. De Venise à Paris
- Toulon : musée de la Marine en 1986, François Nardi. La rade de Toulon
- Toulon : musée de la Marine en 1989, François Nardi. La mer, les ports, la Provence
- Hyères : musée municipal Les Palmiers en 1994, François Nardi en Provence

## Galerie

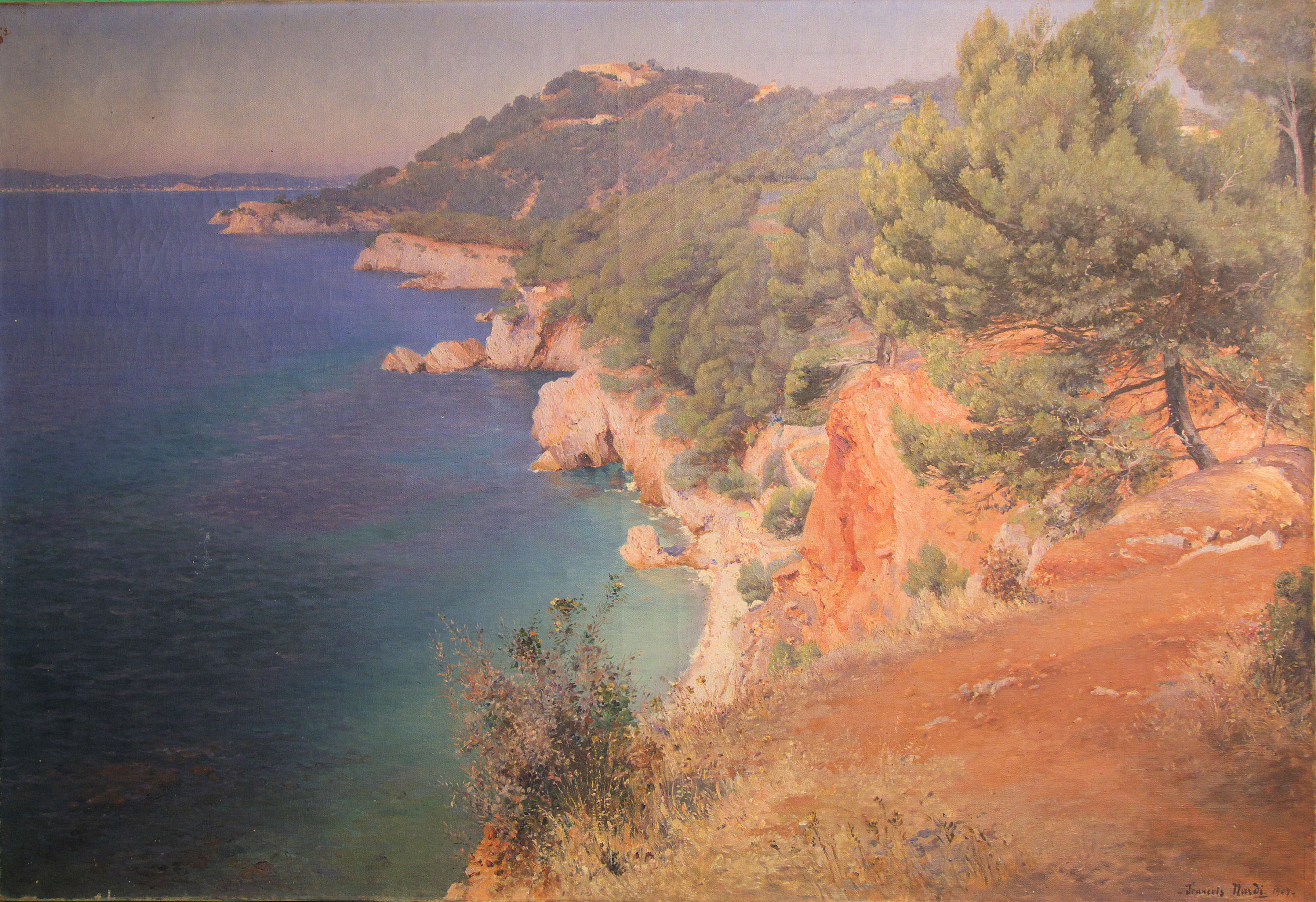
Le Cap Brun (Toulon), Salon des artistes français de 1908, huile sur toile, 89 × 130 cm, localisation inconnue.
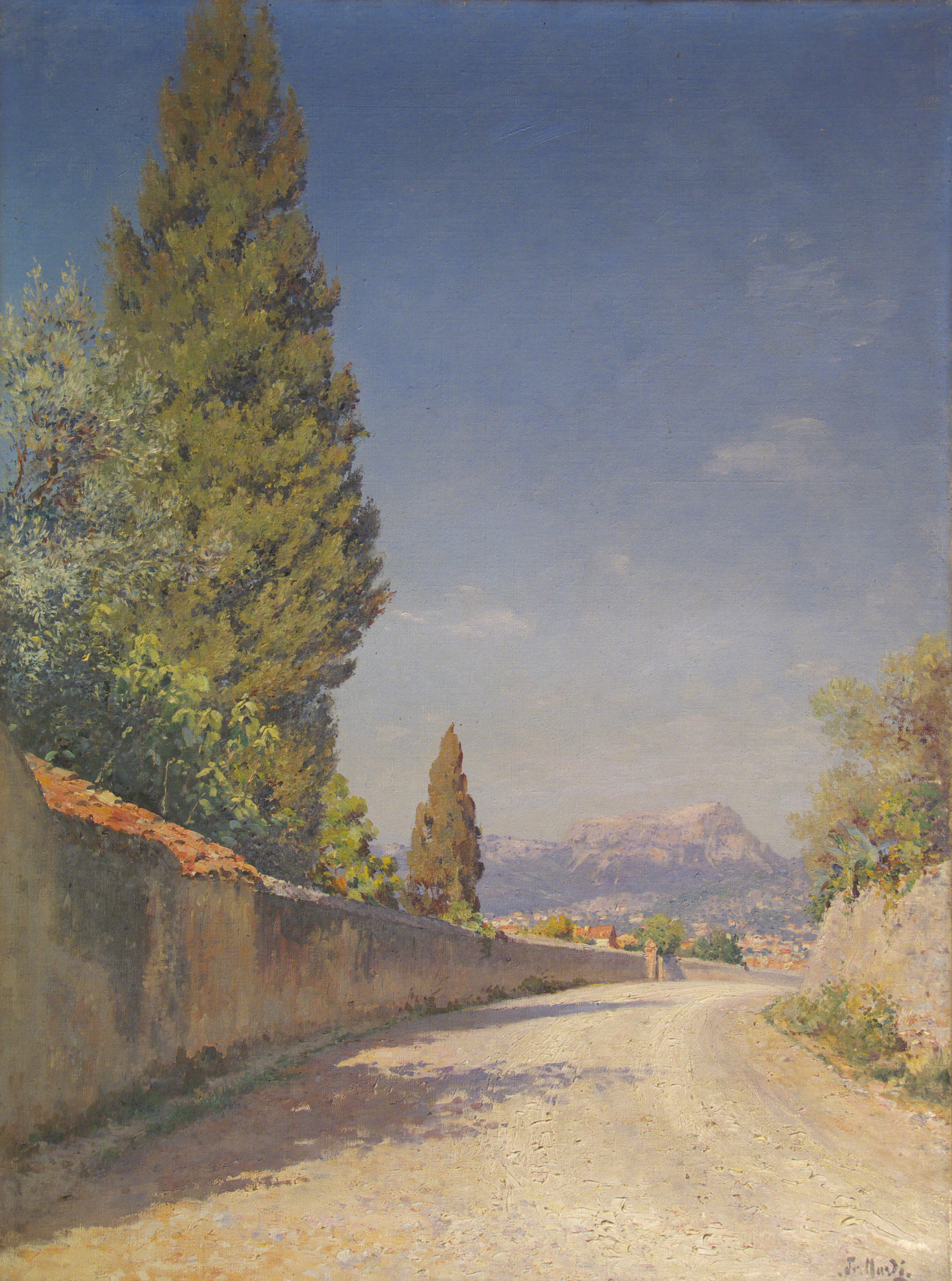
Chemin des Ameniers, avec cyprès, fond du Baou des quatre heures (Actuelle avenue François Nardi), huile sur toile, 73 × 54 cm, localisation inconnue.
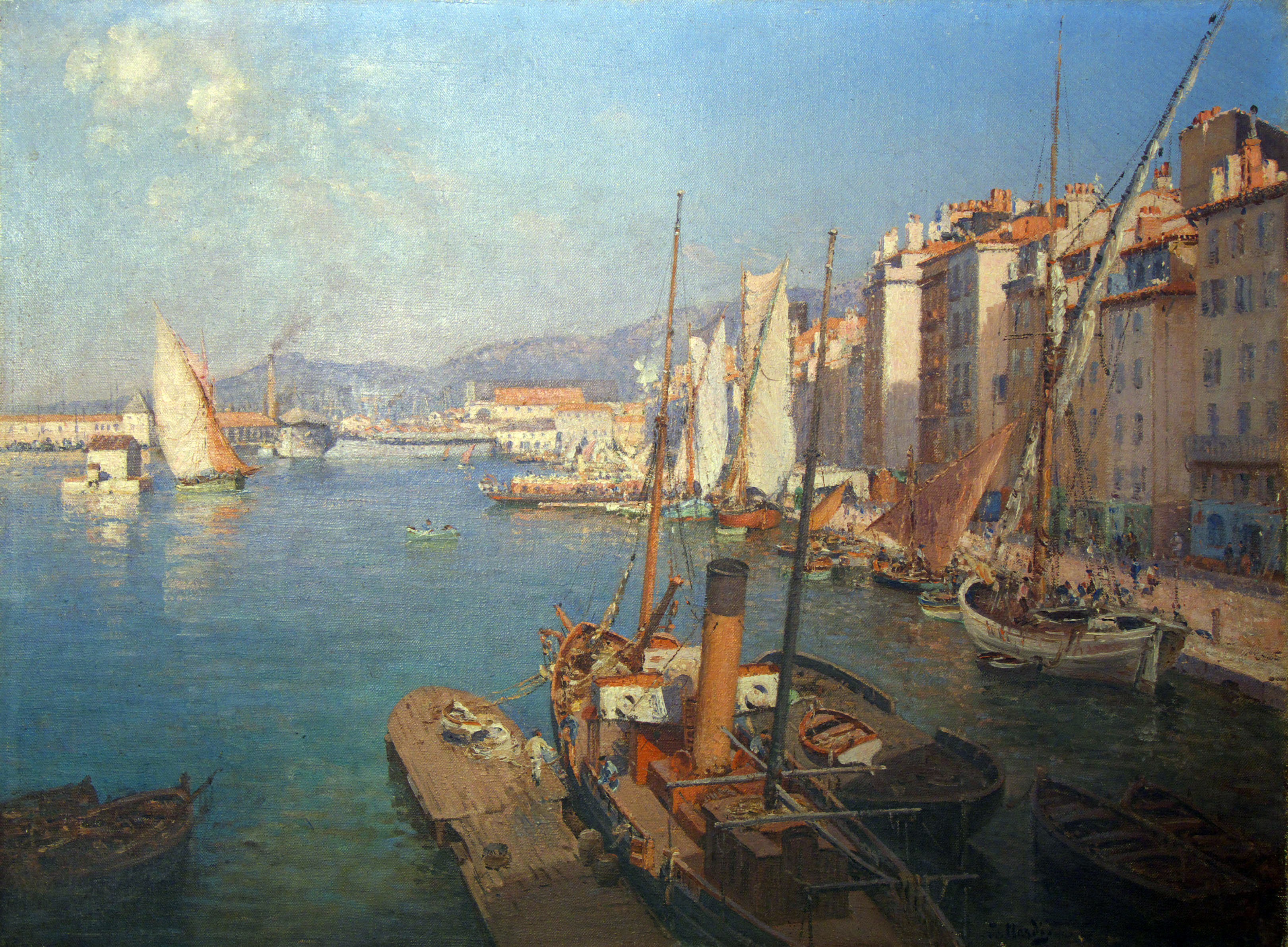
Le port de Toulon, le matin, avec le courrier des îles d'Or à l'embarcadère[2], huile sur toile, 60 × 81 cm, localisation inconnue.